# Gubbi
Gubbi là một thị xã panchayat của quận Tumkur thuộc bang Karnataka, Ấn Độ.

## Địa lý
Gubbi có vị trí 13°19′B 76°56′Đ / 13,31°B 76,94°Đ Nó có độ cao trung bình là 767 mét (2516 feet).

## Nhân khẩu
Theo điều tra dân số năm 2001 của Ấn Độ, Gubbi có dân số 16.802 người. Phái nam chiếm 51% tổng số dân và phái nữ chiếm 49%. Gubbi có tỷ lệ 76% biết đọc biết viết, cao hơn tỷ lệ trung bình toàn quốc là 59,5%: tỷ lệ cho phái nam là 80%, và tỷ lệ cho phái nữ là 71%. Tại Gubbi, 11% dân số nhỏ hơn 6 tuổi.